# Río Balsas

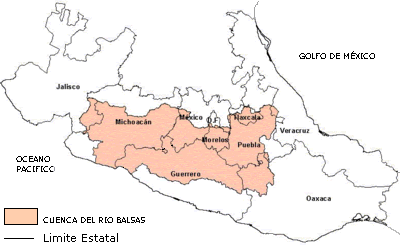
Einzugsgebiet des Rio Balsas

Der Río Balsas, örtlich auch Río Mezcala oder Río Atoyac genannt, ist ein Fluss in Zentralmexiko. Mit einer Länge von 771 Kilometern ist er einer der längsten Flüsse  in Mexiko. Er entspringt am Zusammenfluss von San Martín und Zahuapan im Bundesstaat Puebla und durchfließt im mexikanischen Hochland die Balsas-Senke, die nach dem Fluss benannt wurde. Im Bereich der südlichen Sierra Madre del Sur wird er zur Energiegewinnung an der Stauanlage El Infiernillo aufgestaut. Angrenzend an die Stadt Lázaro Cárdenas mündet der Fluss in den Pazifischen Ozean. 

## Einzelnachweis
1. ↑  Encyclopaedia Britannica - Balsas River